# スペイン軍
スペイン軍（スペインぐん、スペイン語: Fuerzas Armadas de España）は、スペインの保有する軍隊である。
陸軍、海軍、航空宇宙軍の三軍のほか、国家憲兵であるグアルディア・シビルや国王親衛隊であるグアルディア・レアルなどからなる。

## 組織
- 陸軍(以下を含む)
  - スペイン外人部隊
- 海軍（以下を含む)
  - 海兵隊
- 航空宇宙軍
- グアルディア・シビル(国家憲兵)
- グアルディア・レアル(国王親衛隊)